# Округ Пепин (Висконсин)
Пепин (енгл. Pepin County) је округ у америчкој савезној држави Висконсин.

## Демографија
По попису из 2010. године број становника је 7.469, што је 256 (3,5%) становника више него 2000. године.
| Група             | 2000.         | 2010.         |
| Белци             | 7.122 (98,7%) | 7.305 (97,8%) |
| Афроамериканци    | 6 (0,1%)      | 21 (0,3%)     |
| Азијати           | 15 (0,2%)     | 13 (0,2%)     |
| Хиспаноамериканци | 25 (0,3%)     | 72 (1,0%)     |
| Укупно            | 7.213         | 7.469         |